# Lichenodiplis pertusariicola
Lichenodiplis pertusariicola is een korstmosparasiet. Hij komt voor op het glad speldenkussentje.

## Verspreiding
In Nederland komt het zeer zeldzaam voor.